# Xestocephalus quadripunctatus
Xestocephalus quadripunctatus är en insektsart som beskrevs av Rauno E. Linnavuori 1955. Xestocephalus quadripunctatus ingår i släktet Xestocephalus och familjen dvärgstritar. Inga underarter finns listade i Catalogue of Life.